# Kivitunturi
Kivitunturi är en kulle i Finland. Den ligger i Savukoski kommun i landskapet Lappland, i den norra delen av landet, 800 km norr om huvudstaden Helsingfors. Toppen på Kivitunturi är 396 meter över havet, eller 156 meter över den omgivande terrängen. Bredden vid basen är 7,4 km.
Terrängen runt Kivitunturi är huvudsakligen platt, men söderut är den kuperad.Trakten runt Kivitunturi är nära nog obefolkad, med mindre än två invånare per kvadratkilometer.